# Джумгал
Джумгал (кирг. Жумгал) — высокогорное село в Жумгальском районе Нарынской области Кыргызстана. Входит в состав Джумгальского аильного округа.
Рядом протекает река Джумгал.
Население в 2009 году составляло 1575 человек. Жители, в основном, занимаются животноводством.